# Saint-Martin-d'Estréaux
Saint-Martin-d'Estréaux è un comune francese di 914 abitanti situato nel dipartimento della Loira della regione dell'Alvernia-Rodano-Alpi.

## Società

### Evoluzione demografica
Abitanti censiti